# Павловский (Нижегородская область)
Павловский — починок в составе Карпунихинского сельсовета в Уренском районе Нижегородской области.

## География
Находится на расстоянии примерно 19 километров по прямой на север от районного центра города Урень.

## История
Основан в 1931 году переселенцами из Карпунихи, назван по Павловскому земельному обществу в той деревне. В советское время работали колхозы «Объединение» и «Труженик». В 1956 году 87 жителей, в 1978 году 19 хозяйств и 52 жителя, в 1994 11 и 20 соответственно.

## Население
Постоянное население  составляло 11 человек (русские 100%) в 2002 году, 10 в 2010 .